# Daphnopsis hammelii
Daphnopsis hammelii är en tibastväxtart som beskrevs av K. Barringer och L.I. Nevling. Daphnopsis hammelii ingår i släktet Daphnopsis och familjen tibastväxter. Inga underarter finns listade i Catalogue of Life.